# 湊守篤
湊 守篤（みなと もりあつ、1908年11月9日 - 1972年8月21日）は、日本の経営者。日興証券社長を務めた。

## 経歴
東京都出身。1923年に東京帝国大学経済学部経済学科を卒業し、同年に日本興業銀行に入行。1951年に取締役に就任し、1954年に常務を経て、1961年に日興証券副社長に就任し、1964年から1970年11月までに社長を務めた。
経済同友会副代表幹事、東京都教育委員なども歴任し、木川田一隆と共に安定成長論を唱えた。
1972年8月21日、心筋梗塞のために死去。63歳没。